# Samuel Coleridge-Taylor
Samuel Coleridge-Taylor (Holborn, 15 agosto 1875 – Croydon, 1º settembre 1912) è stato un compositore e direttore d'orchestra britannico.

## Biografia
È considerato erede del romantico Elgar, uno dei suoi mentori. La sua opera più conosciuta, Scenes from «The Song of Hiawatha», è una trilogia di canti sulla base di The Song of Hiawatha (1855).
Di discendenza creola, raggiunse un tale successo da essere appellato «il Mahler africano».
Morì di polmonite all'età di 36 anni.